# 張虔威
張虔威（？—？），表字元敬，《北史》名作乾威，清河郡東武城县（今河北省衡水市故城县）人。北齐北徐州刺史張宴之之子。
張虔威博览群書，伯父張晧之評价「虔威是我家千里駒」。十二岁时，担任北徐州主簿。十八岁时担任太尉中兵参軍，後累進太常丞。北齐滅亡，出仕北周担任宣納中士。
楊堅掌握北周政权、召張虔威为相府典籤。隋朝建立，随晋王杨广到并州赴任，担任刑獄参軍。杨广欣赏张虔威的才能，与河内張衡都被礼遇，人称晋王府「二張」。杨广为太子，張虔威转任員外散騎侍郎、太子内舍人。
杨广即位，張虔威担任内史舍人、儀同三司，加位開府儀同三司，任謁者大夫。跟随皇帝巡幸江都，以本官摄江都赞治，以幹理著称。隋煬帝经常巡幸，百姓疲弊，張虔威上奏劝諫。煬帝不喜，张虔威逐渐被疏远了。张虔威在官任上去世。
其子張爽，官至蘭陵县令。張虔威弟張虔雄，秦王楊俊担任秦州总管时，選为属下法曹参軍。後历任寿春、陽城县令。

## 延伸阅读
[在维基数据编辑]
 《隋書·卷66》，出自魏徵《隋书》